# Squadron 303 – Luftschlacht um England
Squadron 303 – Luftschlacht um England ist ein polnisch-britischer Kriegsfilm von Regisseur Denis Delic. Das Drehbuch stammt von Chris Burdza. Die Premiere fand am 31. August 2018 in Polen statt. In Deutschland wurde das Werk am 16. Juli 2020 auf DVD und Blu-Ray veröffentlicht.

## Handlung
Im Jahr 1940, während des Zweiten Weltkriegs, nach der Invasion in Polen und dem Fall Frankreichs, flüchten die Piloten der polnischen Luftwaffe in das Vereinigte Königreich, wo sie sich der Royal Air Force anschließen.
Sie werden Mitglieder des neu gebildeten Geschwaders Nr. 303, des polnischen Geschwaders, das an der Luftschlacht um England gegen die Luftwaffe Nazi-Deutschlands teilnimmt. Zunächst sind die britischen Offiziere den polnischen Piloten gegenüber zurückhaltend, sie überzeugen sie jedoch nach und nach durch ihre Erfolge im Kampf. Zu den polnischen Piloten zählen der Staffelkommandant Witold Urbanowicz und der Pilot Jan Zumbach.